# アヴェニオ

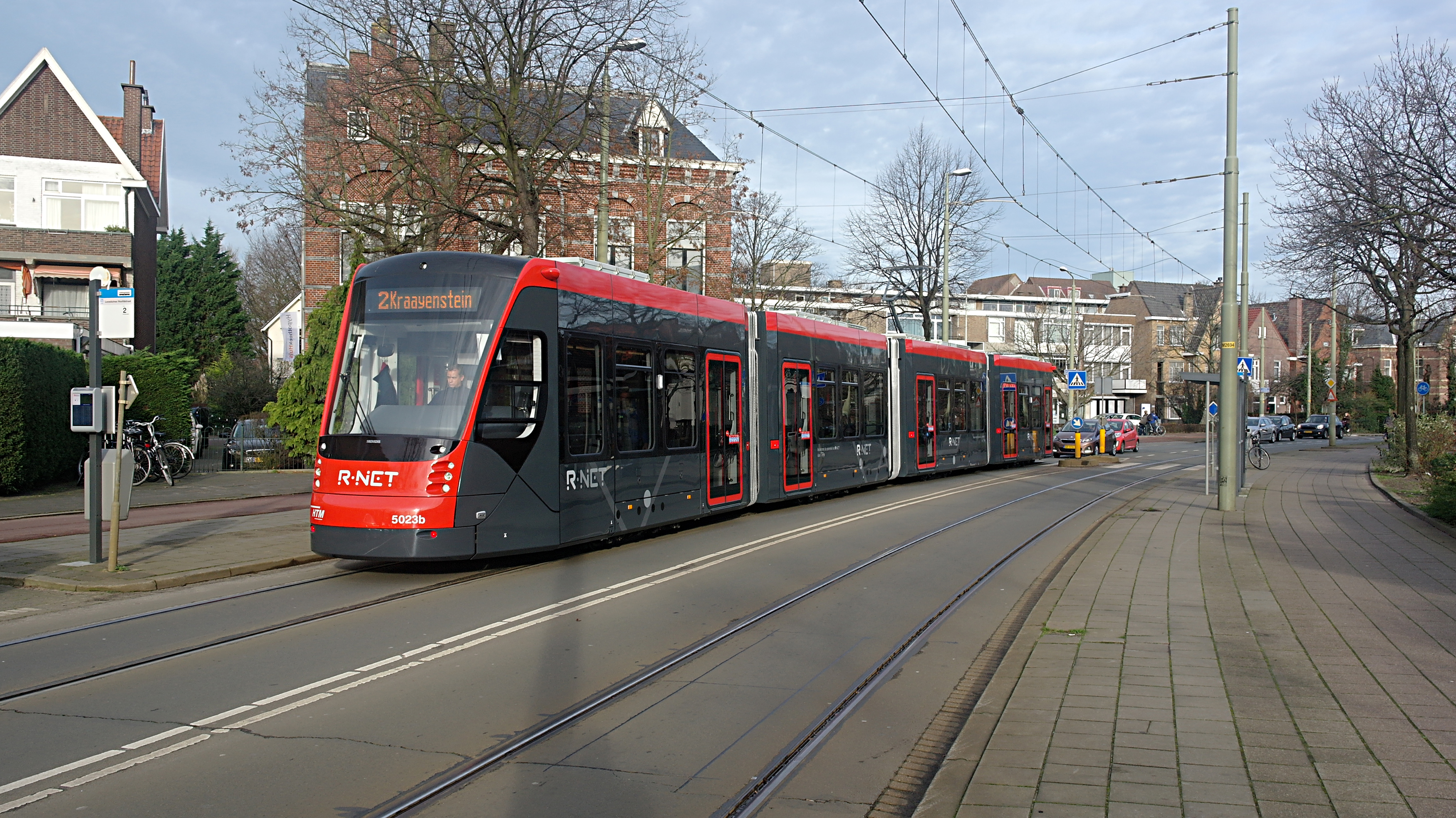
デン・ハーグで使用されているアヴェニオ

アヴェニオ（Avenio）は、ドイツの鉄道車両メーカーであるシーメンスが手掛ける超低床電車。この項目では、アヴェニオと同様の構造を持つコンビーノ・プラス（Combino Plus）についても記す。

## 概要
1996年にデュワグによって開発され、1999年にシーメンスの傘下になって以降はシーメンスによって販売が行われた超低床電車・コンビーノは、広島を含む世界各地の都市に向けて500編成以上が製造された。しかし、コンビーノが採用していた台車を持つ短車体が台車を持たない長車体を挟むフローティング構造は、台車や車体の接続部に負担がかかりやすい、曲線走行時に遠心力で横方向へと力がかかり脱線のリスクが高く車輪も摩耗しやすい、などの欠点を抱えていた。更に2000年代初頭には強度不足による車体の損傷が報告され、リコールが行われるにまで至った。
これを受け、2005年以降ハンガリー・ブダペストやポルトガル・アルマダに導入された車両は左右独立車輪を用い全ての車体に台車を設置した構造に改められた他に車体設計も見直され、ブランド名もコンビーノ・プラスに変更された。これを発展させた新たな超低床電車ブランドがアヴェニオである。
軽量構造の車体は全長9mを基本としており、中央に左右独立式車輪が設置されている。設計上の最大軸重は100％低床電車では最も軽い10.5tである。車体間は関節式のジョイントで接続されており、サスペクション機能を有した車輪と合わせ急カーブでも安定した走行を維持することが出来る。最大8車体（72m）まで編成を組むことが可能で、その際の定員は540人以上、設計上は最大700名まで積載可能である。
なお、コンビーノと同様のフローティング構造を持ち、アヴェニオと同様に車体の安全性や強度を高めたアヴェニオM（Avenio M）も2015年以降展開しており、最大7車体連接車（定員297名）まで編成を組む事が出来る設計になっている。また標準軌（1,435mm）のみに対応しているアヴェニオと異なり、メーターゲージ（1,000mm）にも対応可能である。

## 導入例

### コンビーノ・プラス

#### ブダペスト
ハンガリーの首都・ブダペストのブダペスト市電には、6車体連接・全長53.9mという長大編成のコンビーノ・プラスが運行している。2004年10月から開発が始まり、2006年7月1日から営業運転を開始。2007年5月までに計40編成が導入されている。
| 画像 | 導入都市   | 製造年 | 編成        | 総数   | 全長     | 全高    | 全幅    | 自重 | 最高速度                    | 出力  | 歯車比 | 定員                    | 軌間    | 出典  |
| ---- | ---------- | ------ | ----------- | ------ | -------- | ------- | ------- | ---- | --------------------------- | ----- | ------ | ----------------------- | ------- | ----- |
|      | ブダペスト | 2005-  | 6車体連接車 | 40編成 | 53,990mm | 3,639mm | 2,400mm | ？   | 70km/h （営業運転時60km/h） | 800kw | ？     | 352人 （着席58人＋6人） | 1,435mm | [ 6 ] |

#### アルマダ
ポルトガルの首都リスボンの南側、テージョ川を挟んだ位置にある都市・アルマダには、2007年4月に営業運転を開始したライトレール路線である南テージョ高速輸送システム（MTS）が存在する。この路線の営業開始にあたり、シーメンスは4車体連接式のコンビーノ・プラスの受注を獲得し、2005年5月から計24編成を製造している。
| 画像 | 導入都市 | 製造年 | 編成        | 総数   | 全長     | 全高    | 全幅    | 自重 | 最高速度                    | 出力  | 歯車比 | 定員                    | 軌間    | 出典  |
| ---- | -------- | ------ | ----------- | ------ | -------- | ------- | ------- | ---- | --------------------------- | ----- | ------ | ----------------------- | ------- | ----- |
|      | アルマダ | 2005-  | 4車体連接車 | 24編成 | 36,360mm | 3,616mm | 2,650mm | ？   | 70km/h （営業運転時60km/h） | 600kw | ？     | 232人 （着席76人＋4人） | 1,435mm | [ 8 ] |

### アヴェニオ

#### デン・ハーグ
オランダの首都であるデン・ハーグでハーグ市電を運営するハーグ市営交通会社（HTM）は、アヴェニオの導入を最初に決定した事業体である。スペイン・CAFとの入札競争に勝利した事で2011年11月18日に受注を獲得し、2014年から製造が開始された。
| 画像 | 導入都市     | 製造年 | 編成        | 総数   | 全長     | 全高    | 全幅    | 自重  | 最高速度 | 出力  | 歯車比 | 定員                    | 軌間    | 出典          |
| ---- | ------------ | ------ | ----------- | ------ | -------- | ------- | ------- | ----- | -------- | ----- | ------ | ----------------------- | ------- | ------------- |
|      | デン・ハーグ | 2014-  | 4車体連接車 | 60編成 | 35,000mm | 3,650mm | 2,550mm | 49.4t | 80km/h   | 720kw | ？     | 232人 （着席64人＋6人） | 1,435mm | [ 10 ] [ 11 ] |

#### ミュンヘン
ドイツの都市・ミュンヘンの路面電車を運営するミュンヘン市公共事業会社（SWM）は、2012年9月に路面電車の車両近代化のため4車体連接式のアヴェニオを導入する事を発表した。そして同年10月に8編成を発注し、2015年には追加受注も行っている。
| 画像 | 導入都市   | 製造年 | 編成        | 総数   | 全長     | 全高    | 全幅    | 自重 | 最高速度 | 出力 | 歯車比 | 定員               | 軌間    | 出典   |
| ---- | ---------- | ------ | ----------- | ------ | -------- | ------- | ------- | ---- | -------- | ---- | ------ | ------------------ | ------- | ------ |
|      | ミュンヘン | 2013-  | 4車体連接車 | 30編成 | 36,850mm | 3,550mm | 2,300mm | 47t  | 80km/h   | ？   | ？     | 216人 （着席69人） | 1,435mm | [ 13 ] |

#### ドーハ
2016年に開業した、カタールの首都・ドーハの学園都市で運行されている全長12kmのライトレールには、全長27m・3車体連接式のアヴェニオが計19編成導入されている。この路線は架線が設置されておらず、車両は電停に設置された鋼体架線から充電した電気によって動く。

#### ブレーメン
旧型車両の置き換えのため、ドイツ・ブレーメンで路面電車を運営しているブレーメン路面電車会社（BSAG）は、2017年に67編成、2018年に10編成のアヴェニオを発注した。全長は37m、最大定員は259名で、2019年以降に製造、2021年の営業運転開始を予定している。
| 画像 | 導入都市          | 製造年 | 編成        | 総数   | 全長     | 全高    | 全幅    | 自重 | 最高速度 | 出力  | 歯車比 | 定員                                    | 軌間    | 出典   |
| ---- | ----------------- | ------ | ----------- | ------ | -------- | ------- | ------- | ---- | -------- | ----- | ------ | --------------------------------------- | ------- | ------ |
|      | ブレーメン GT8N-2 | 2019-  | 4車体連接車 | 30編成 | 36,950mm | 3,600mm | 2,650mm | ？   | ？       | 720kw | ？     | 149人 （着席99人） （折り畳み座席29席） | 1,435mm | [ 17 ] |

#### コペンハーゲン
2018年、シーメンスはデンマーク・コペンハーゲンに開通する新たなライトレール路線（グレーター・コペンハーゲン・ライトレール）に向け27編成のアヴェニオを製造する事を発表した。編成は4両（4車体連接車）、定員は263名（着席64名）で、2024年の登場を予定している。なお、シーメンスは車両に加えて路線電化や信号、通信設備の建設、15年間の車両メンテナンスについても契約を結んでいる。

### アヴェニオM

#### ウルム
新規路線開業に伴う需要増加に備えるため、ドイツの都市・ウルムに向けて2018年以降5車体連接式のアヴェニオMの生産が行われている。なお、ウルムの路面電車路線ではアヴェニオ以前に展開されていたコンビーノも使用されている。
| 画像 | 導入都市 | 製造年 | 編成        | 総数 | 全長     | 全高 | 全幅    | 自重 | 最高速度 | 出力  | 歯車比 | 定員               | 軌間    | 出典   |
| ---- | -------- | ------ | ----------- | ---- | -------- | ---- | ------- | ---- | -------- | ----- | ------ | ------------------ | ------- | ------ |
|      | ウルム   | 2018-  | 5車体連接車 | ？   | 31,470mm | ？   | 2,400mm | 38t  | 70km/h   | 480kw | ？     | 185人 （着席69人） | 1,000mm | [ 20 ] |

## 外部サイト
- “シーメンス公式サイトによる紹介”. 2018年7月28日閲覧。（英語）